# 上津役村
上津役村（こうじゃくむら）は、1889年4月1日から1937年5月5日まで福岡県遠賀郡にあった村。現在の北九州市八幡西区の一部にあたる。

## 地理
帆柱山系の権現山、建郷山の西に位置する農村地帯であった

## 歴史
- 1889年（明治22年）4月1日 - 遠賀郡小嶺村、下上津役村、上上津役村、引野村、市瀬村、穴生村が合併し上津役村が設立[1][2]。
- 1937年（昭和12年）5月5日 - 八幡市に編入され消滅[1][2]。

## 交通
- 長崎街道（国道200号）[1]